# Gabriel Gómez (football, 1984)
Pour les articles homonymes, voir Gabriel Gómez.
Gabriel Enrique Gómez Girón, surnommé Gavilan est un footballeur international panaméen né le 29 mai 1984 à Panama City.

## Carrière

### En club
En décembre 2011, il signe en faveur de Philadelphia Union. En novembre 2012, son contrat n'est pas renouvelé.

### En sélection nationale
Gabriel Gómez fait ses débuts en équipe nationale du Panama le 9 février 2003 contre le Salvador.
Il fait partie de la liste des 23 joueurs panaméens sélectionnés pour disputer la Coupe du monde de 2018 en Russie la première de l'histoire du Panama. Il participe aux trois matchs de poules en tant que titulaire : face à la Belgique (défaite 3-0) , face à l'Angleterre (défaite 6-1) et face à la Tunisie (défaite 2-1).  
À l'issue du mondial, il annonce prendre sa retraite internationale.  

## Statistiques détaillées

### Buts en sélection
| Buts en sélection de Gabriel Gómez | Buts en sélection de Gabriel Gómez | Buts en sélection de Gabriel Gómez                   | Buts en sélection de Gabriel Gómez | Buts en sélection de Gabriel Gómez | Buts en sélection de Gabriel Gómez | Buts en sélection de Gabriel Gómez |
|                                    | Date                               | Lieu                                                 | Adversaire                         | Score                              | Résultat                           | Compétition                        |
| ---------------------------------- | ---------------------------------- | ---------------------------------------------------- | ---------------------------------- | ---------------------------------- | ---------------------------------- | ---------------------------------- |
| 1.                                 | 17 août 2006                       | Estadio Nacional, Lima (Pérou)                       | Pérou                              | 2-0                                | 2-0                                | Match amical                       |
| 2.                                 | 12 juillet 2009                    | University of Phoenix Stadium, Glendale (États-Unis) | Nicaragua                          | 2-0                                | 4-0                                | Gold Cup 2009                      |
| 3.                                 | 8 septembre 2010                   | Estadio Rommel Fernández, Panama City (Panama)       | Trinité-et-Tobago                  | 3-0                                | 3-0                                | Match amical                       |
| 4.                                 | 25 mars 2011                       | Estadio Rommel Fernández, Panama City (Panama)       | Bolivie                            | 1-0                                | 2-0                                | Match amical                       |
| 5.                                 | 29 mai 2011                        | Estadio Rommel Fernández, Panama City (Panama)       | Grenade                            | 1-0                                | 2-0                                | Match amical                       |
| 6.                                 | 7 juin 2011                        | Ford Field, Detroit (États-Unis)                     | Guadeloupe                         | 3-0                                | 3-2                                | Gold Cup 2011                      |
| 7.                                 | 11 juin 2011                       | Raymond James Stadium, Tampa (États-Unis)            | États-Unis                         | 2-0                                | 2-1                                | Gold Cup 2011                      |
| 8.                                 | 12 novembre 2011                   | Estadio Rommel Fernández, Panama City (Panama)       | Costa Rica                         | 1-0                                | 2-0                                | Match amical                       |

NB : Les scores sont affichés sans tenir compte du sens conventionnel en cas de match à l'extérieur (Panama-Adversaire)

## Palmarès

### En sélection
- Avec l'équipe du Panama :
  - Finaliste de la Gold Cup en 2005.